# Triana Park
Triana Park er et lettisk band, som repræsenterede Letland i Eurovision Song Contest 2017 med sangen "Line". Sangen havnede på en sidsteplads i semifinale 1 og kvalificerede sig derfor ikke til finalen.
Gruppen består af Agnese Rakovska (sang), Artūrs Strautiņš (guitar), Edgars Viļums (trommer) og Kristaps Ērglis (bas). Triana Park havde inden successen i 2017 uden held forsøgt at kvalificere sig til Eurovision Song Contest fem gange, i 2008, 2009, 2010, 2011 og 2012.